# Marussia Motors
Marussia Motors (en ruso: Маруся Моторс) fue un fabricante de automóviles deportivos ruso fundado en 2007. Fue el primer fabricante de automóviles deportivos de Rusia.

## Historia
La empresa Marussia Motors fue creada en 2007 por Nikolái Fomenko, un conocido actor y piloto ruso. Desarrollo en 2008 el Marussia B1 y el Marussia B2. El 16 de diciembre de 2008 presentó el Marussia B1 en el Manège de Moscú.En 2014 la compañía se declaró en quiebra y sus activos fueron vendidos.

### Fórmula 1

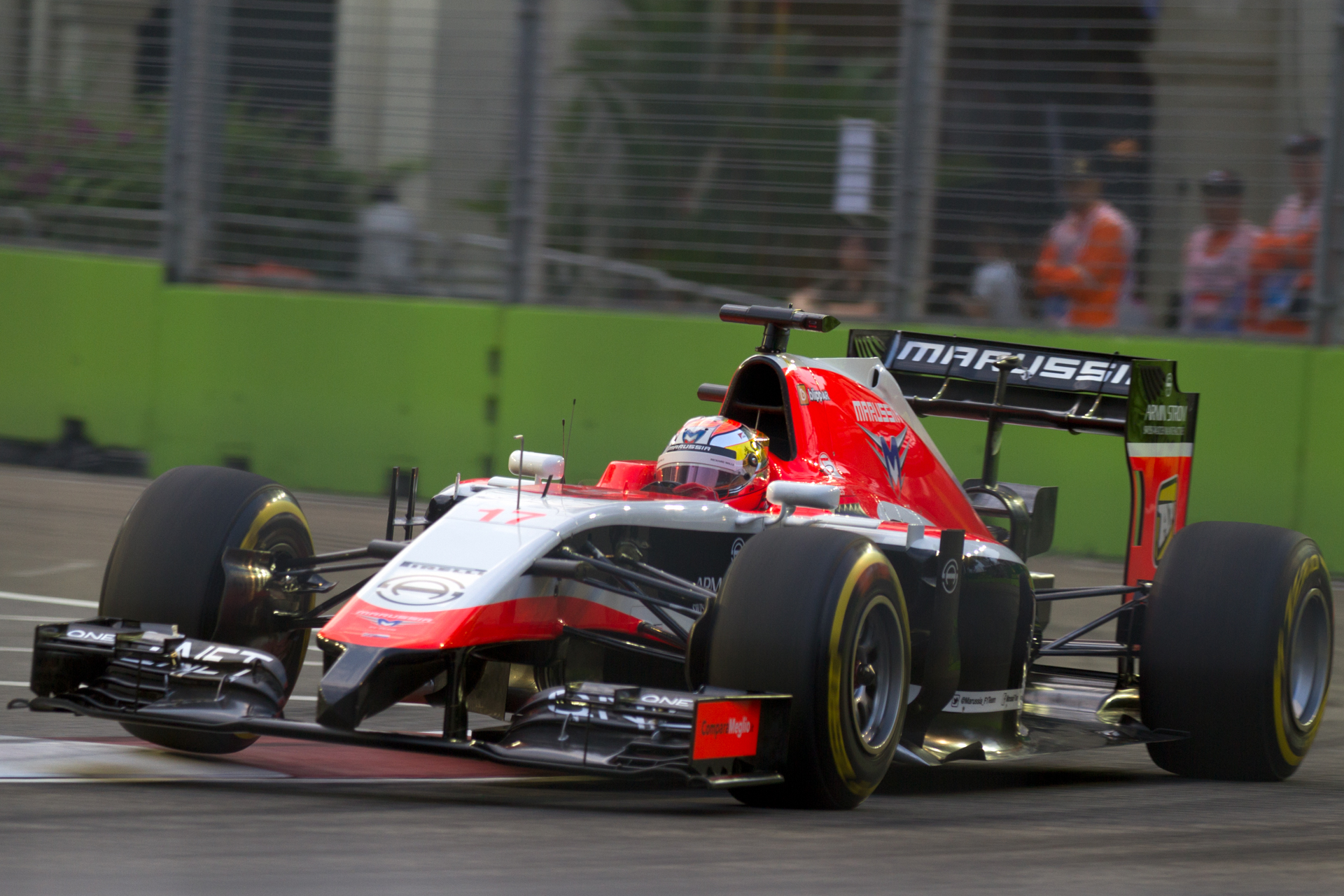
Jules Bianchi sobre un Marussia MR03 en el Gran Premio de Singapur de 2014.

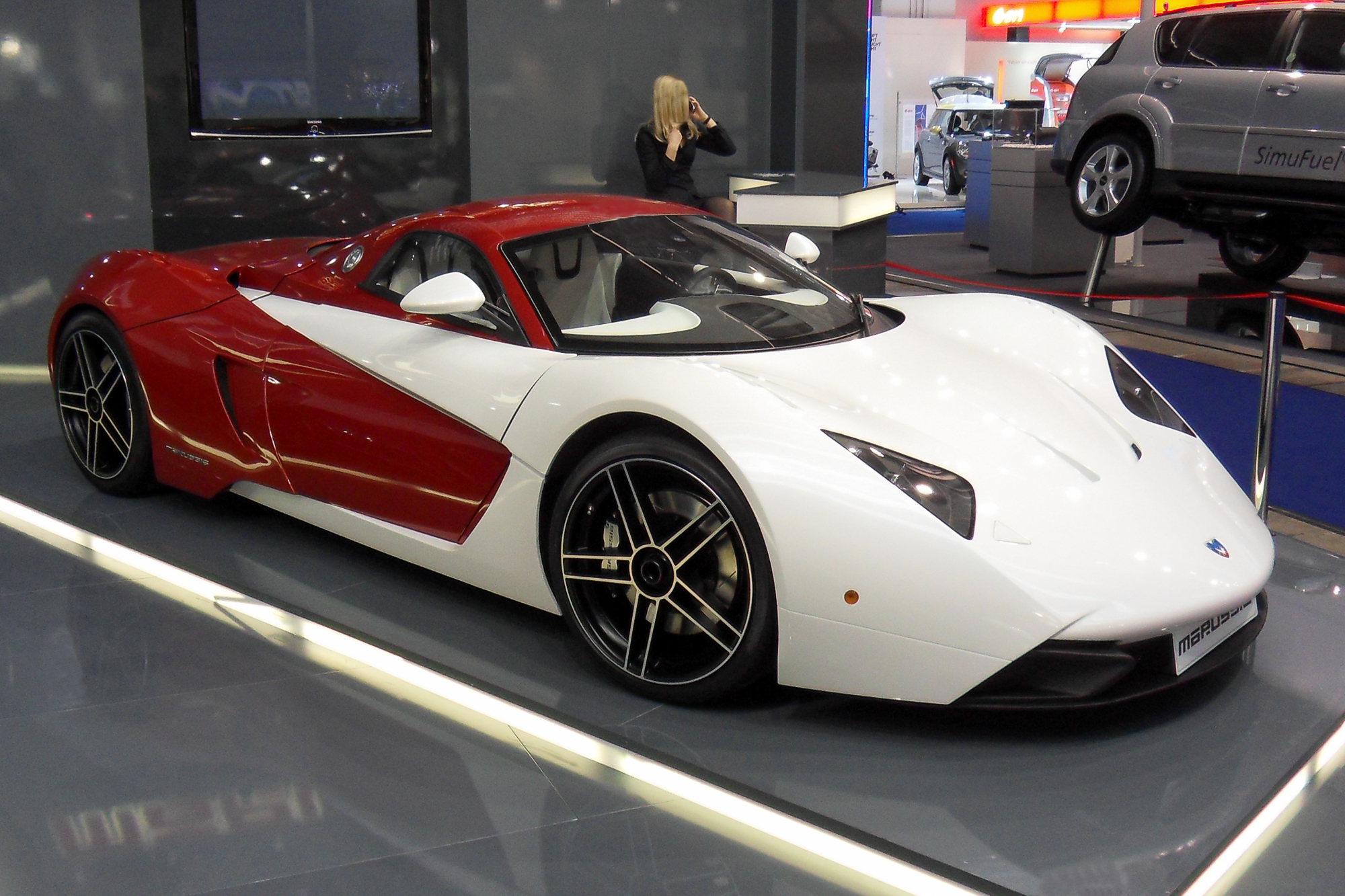
Marussia B1

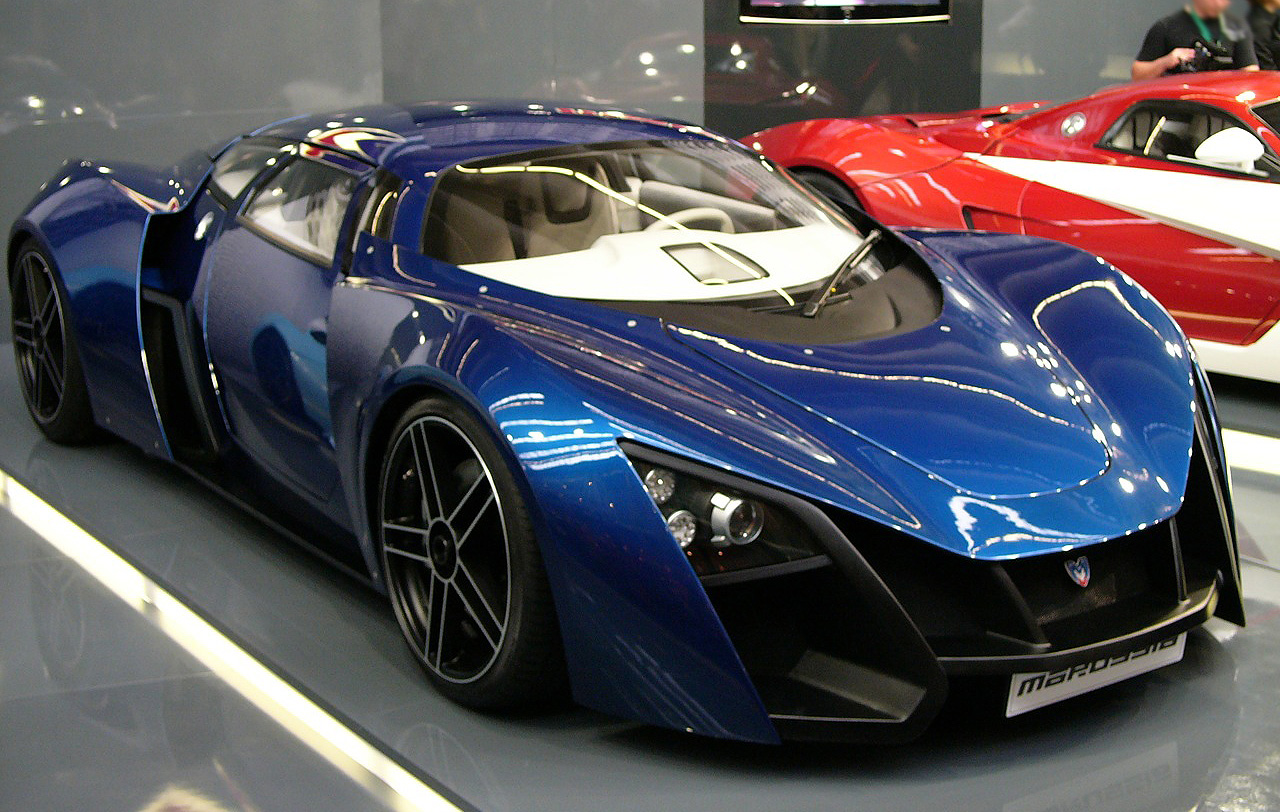
Marussia B2

El 6 de noviembre de 2010 Marussia Motors adquirió un importante paquete de acciones del equipo de Fórmula 1 Virgin Racing, que a partir de 2011 se denominó Marussia Virgin Racing. En 2016 Manor Motorsport adquirió el equipo, que se pasó a denominarse Manor Racing.

## Modelos

### Marussia Serie B
Marussia Serie B es una serie de vehículos deportivos fabricados por Marussia Motors. Fueron dos modelos que comparten la misma plataforma, el Marussia B1 y el Marussia B2.

#### B1
El Marussia B1 es un Automóvil Deportivo y el primer modelo fabricado por Marussia Motors
Posee un motor central y tracción trasera. Solo se produjeron 2.999 unidades del vehículo. El automóvil fue producido en la planta de producción de Marussia Motors en Moscú.

#### B2
Una evolución del primer superdeportivo de Rusia, el B2 es una expresión abierta de nuestras capacidades y ambición. Utilizando la misma estructura del chasis excepcionalmente ligero y fuerte combinado con Cosworth, el cual fue hábilmente estilizado para imitar la 'M' del logotipo de Marussia, el B2 tiene una fachada increíblemente poderosa. Acabado con pintura negra satinada que enfatiza las tomas de aire y los elementos geométricos en la parrilla así como los faros.

### F2 SUV
Vehículo utilitario deportivo puesto a la venta en 2010.